# ويليام ستيفنسون
ويليام ستيفنسون (بالإنجليزية: William Stephenson)‏ (1888 في المملكة المتحدة - ) هو لاعب كرة قدم بريطاني في مركز الظهير. لعب مع توتنهام هوتسبير ونادي هارتلبول يونايتد وهال سيتي وJarrow F.C. ‏.